# 蒲郡市立蒲郡西部小学校
蒲郡市立蒲郡西部小学校（がまごおりしりつ がまごおりせいぶしょうがっこう）は、愛知県蒲郡市神ノ郷町壱町田にある公立小学校。

## 概要
- 「蒲西小」（がませいしょう）または「西部小」（せいぶしょう）とも呼ばれる。
- 蒲郡市立蒲郡南部小学校の児童増加に伴う蒲郡市立中央小学校新設により一部の児童の通学範囲が変更された。
- 校内にみかん園がある。
- ふるさと創生事業として1990年に校舎屋上へ東海道新幹線乗客向けに蒲郡をPRするための大型電飾看板が設置される[1][2]。しかし1999年に撤去され、岡山県都窪郡早島町に300万円で売却された。
- 卒業生は、蒲郡市立中部中学校へ進学する。

## 沿革
- 1873年（明治6年） - 蒲形村・西郡村・水竹村・清田村・上ノ郷村の5か村が共同で西郡村の天桂院に義校を設立する[3]。
- 1874年（明治7年） - 上ノ郷村・坂本村・清田村が清見学校を設立する[4]。
- 1878年（明治11年） - 上ノ郷学校に改称する[4]。
- 1892年（明治25年） - 1889年施行の町村制、1890年公布の小学校令を受けて神ノ郷尋常小学校となる[4]。
- 1907年（明治40年） - 前年の合併を受けて、蒲郡西部尋常小学校に改称[4]。
- 1941年（昭和16年）4月 -  国民学校令施行により、蒲郡西部国民学校となる。
- 1947年（昭和22年）4月 - 学校教育法施行により、蒲郡町立蒲郡西部小学校となる。
- 1952年（昭和27年）4月 - 鉄筋校舎竣工。
- 1965年（昭和40年）5月20日 - 特別教室棟・管理棟竣工。
- 1971年（昭和46年）7月30日 - プール竣工。
- 1977年（昭和52年）3月 - みかん園が卒業記念として寄贈される。
- 1979年（昭和54年）2月 - 体育館竣工。
- 1990年（平成2年）11月14日 - ふるさと創生事業により校舎屋上に大型電飾看板を設置[1][2]。
- 1999年（平成11年）10月 - 大型電飾看板撤去。
- 2004年（平成16年）4月1日 - 2学期制を導入する。

## 校訓
よく学び　よく遊ぶ

## 学校行事
- 入学式
- 修学旅行（6年）
- 球技指導会
- 運動会
- 学芸会
- 競書会
- 卒業式

## 校区
- 蒲郡市神ノ郷町・蒲郡町・宮成町のそれぞれ一部

## 交通
- JR東海・名鉄蒲郡駅北口より約2km、徒歩約35分